# Uri (India)
Uri è una città dell'India di 5.256 abitanti, situata nel distretto di Baramulla, nel territorio del Jammu e Kashmir. In base al numero di abitanti la città rientra nella classe V (da 5.000 a 9.999 persone).

## Geografia fisica
La città è situata a 34° 4' 60 N e 74° 1' 60 E e ha un'altitudine di 1.362 m s.l.m..

## Società

### Evoluzione demografica
Al censimento del 2001 la popolazione di Uri assommava a 5.256 persone, delle quali 3.297 maschi e 1.959 femmine. I bambini di età inferiore o uguale ai sei anni assommavano a 691, dei quali 365 maschi e 326 femmine. Infine, coloro che erano in grado di saper almeno leggere e scrivere erano 3.426, dei quali 2.529 maschi e 897 femmine.